# レナート・ヌニェス
- レナート・ヌニエス

レナート・ラファエル・ヌニェス（Renato Rafael Núñez, 1994年4月4日 - ）は、 ベネズエラ・カラボボ州バレンシア出身のプロ野球選手（内野手）。右投右打。
愛称は「レイ」。
NPBでの登録名はレナート・ヌニエス。

## 経歴

### プロ入りとアスレチックス時代
2010年にアマチュア・フリーエージェントでオークランド・アスレチックスと契約してプロ入り。
2011年、傘下のルーキー級ドミニカン・サマーリーグ・アスレチックスでプロデビュー。53試合に出場して打率.268、5本塁打、28打点、1盗塁を記録した。
2012年はルーキー級アリゾナリーグ・アスレチックスでプレーし、42試合に出場して打率.325、4本塁打、42打点、4盗塁を記録した。
2013年はA級ベロイト・スナッパーズでプレーし、128試合に出場して打率.258、19本塁打、85打点、2盗塁を記録した。
2014年はA+級ストックトン・ポーツでプレーし、124試合に出場して打率.279、29本塁打、96打点、2盗塁を記録した。7月にはオールスター・フューチャーズゲームの世界選抜に選出された。オフの11月20日にルール・ファイブ・ドラフトでの流出を防ぐために40人枠入りした。
2015年はAA級ミッドランド・ロックハウンズでプレーし、93試合に出場して打率.278、18本塁打、61打点、1盗塁を記録した。7月には2年連続でオールスター・フューチャーズゲームの世界選抜に選出された。オフにはアリゾナ・フォールリーグに参加し、メサ・ソーラーソックスに所属した。
2016年、マイナーではAAA級ナッシュビル・サウンズでプレーし、128試合に出場して打率.228、23本塁打、75打点、2盗塁を記録した。9月12日にメジャー初昇格を果たし、同日のカンザスシティ・ロイヤルズ戦でメジャーデビュー。この年メジャーでは9試合に出場して打率.133、1打点を記録した。
2017年は8試合に出場して打率.200、1本塁打、3打点を記録した。

### レンジャーズ時代
2018年4月15日にウェイバー公示を経てテキサス・レンジャーズへ移籍した。5月11日にDFAとなった。

### オリオールズ時代

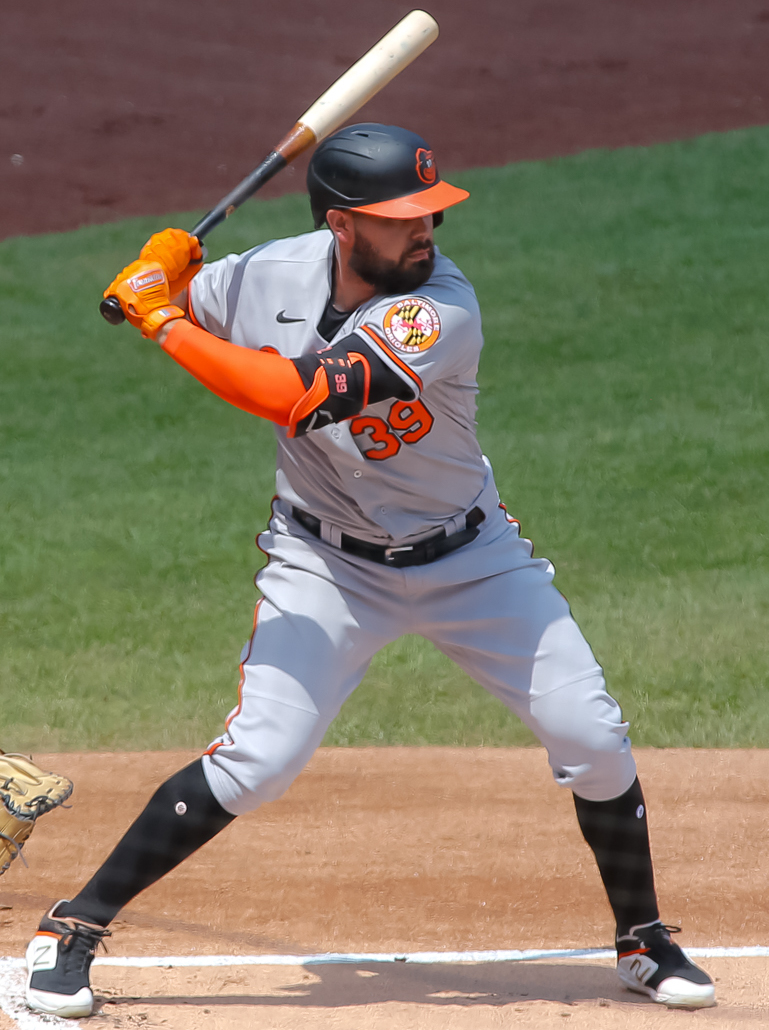
ボルチモア・オリオールズ時代
（2020年8月9日）

2018年5月13日にウェイバー公示を経てボルチモア・オリオールズへ移籍した。5月15日にマイナー契約で傘下のAAA級ノーフォーク・タイズへ配属された。7月20日にメジャー契約を結んでアクティブ・ロースター入りした。この年は2球団合計で90試合に出場して打率.258、8本塁打、22打点を記録した。
2019年8月14日のヤンキー・スタジアムで行われたニューヨーク・ヤンキース戦で、自身初の1試合5安打を記録した（試合には5-6で敗北を喫した）。シーズンでは主に指名打者として109試合に出場し、31本塁打と90打点はチーム2位を記録し、24二塁打はチームで3位だった。
2020年11月20日にDFAとなり、25日に自由契約となった。

### タイガース時代
2021年2月10日にデトロイト・タイガースとマイナー契約を結び、スプリングトレーニングに招待選手として参加することになった。4月11日にメジャー契約を結んでアクティブ・ロースター入りした。4月21日にDFAとなり、26日にマイナー契約となった。8月11日に再びメジャー契約を結んでアクティブ・ロースター入りしたが、21日に再びDFAとなり、23日にマイナー契約で傘下のAAA級トレド・マッドヘンズへ配属された。直後の8月27日に自由契約となった。

### ブルワーズ傘下時代
2021年8月30日にミルウォーキー・ブルワーズとマイナー契約を結び、傘下のAAA級ナッシュビル・サウンズへ配属された。

### 日本ハム時代
2021年11月5日に北海道日本ハムファイターズと契約した。登録名はヌニエス。背番号は5。1年契約で推定年俸1億8000万円プラス出来高払い。
2022年はオープン戦で打率.538、長打率.846の活躍を魅せ、開幕一軍を勝ち取る。しかし開幕すると、オープン戦のような打棒を発揮できなかった。5月4日に来日初本塁打を放つも、安定した成績を残せず、シーズンを通して4度も抹消された。右の大砲として63試合に出場するも、打率.174、4本塁打、12打点と助っ人としては物足りない成績に終わり、9月30日にベネズエラへ帰国した。10月5日に同年限りでの退団が発表され、12月2日に自由契約公示された。

### 日本ハム退団後
2023年、1月4日にリーガ・メヒカーナ・デ・ベイスボルのティフアナ・ブルズに加入することが発表された。その後、モンクローバ・スティーラーズ、ユカタン・ライオンズと渡り歩いたが、7月上旬にユカタンを退団した。

## 選手としての特徴・人物
長打力が武器のパワーヒッター。2022年から日本ハムの監督を務める新庄剛志は、来日前のヌニェス（ヌニエス）の打撃について、「スイングスピードはちょっと遅く見える。でも、これは逆に日本の野球にフィットする可能性が高いね。なぜかというと、それがボールをバットにうまく乗せて打つことができる技術を持っている証拠だから。軸足に体重をしっかり乗せて、体が前に突っ込まないフォームなのよ。右方向に打球が飛んでいなそうだけど、引っ張ることに関しては一流だね」と評している。
日本料理が好きで、アメリカでもラーメンや寿司を頻繁に食べていた。ラーメンは特に味噌ラーメンを好む。

## 詳細情報

### 年度別打撃成績
| 年 度    | 球 団    | 試 合 | 打 席 | 打 数 | 得 点 | 安 打 | 二 塁 打 | 三 塁 打 | 本 塁 打 | 塁 打 | 打 点 | 盗 塁 | 盗 塁 死 | 犠 打 | 犠 飛 | 四 球 | 敬 遠 | 死 球 | 三 振 | 併 殺 打 | 打 率 | 出 塁 率 | 長 打 率 | O P S |
| -------- | -------- | ----- | ----- | ----- | ----- | ----- | -------- | -------- | -------- | ----- | ----- | ----- | -------- | ----- | ----- | ----- | ----- | ----- | ----- | -------- | ----- | -------- | -------- | ----- |
| 2016     | OAK      | 9     | 15    | 15    | 0     | 2     | 0        | 0        | 0        | 2     | 1     | 0     | 0        | 0     | 0     | 0     | 0     | 0     | 3     | 0        | .133  | .133     | .133     | .267  |
| 2017     | OAK      | 8     | 16    | 15    | 1     | 3     | 0        | 0        | 1        | 6     | 3     | 0     | 0        | 0     | 0     | 1     | 0     | 0     | 8     | 0        | .200  | .250     | .400     | .650  |
| 2018     | TEX      | 13    | 41    | 36    | 2     | 6     | 1        | 0        | 1        | 10    | 2     | 0     | 0        | 0     | 1     | 3     | 0     | 1     | 12    | 0        | .167  | .244     | .278     | .522  |
| 2018     | BAL      | 60    | 220   | 200   | 26    | 55    | 13       | 0        | 7        | 89    | 20    | 0     | 0        | 0     | 1     | 16    | 0     | 3     | 50    | 4        | .275  | .336     | .445     | .781  |
| '18計    | BAL      | 73    | 261   | 236   | 28    | 61    | 14       | 0        | 8        | 99    | 22    | 0     | 0        | 0     | 2     | 19    | 0     | 4     | 62    | 4        | .258  | .322     | .419     | .741  |
| 2019     | BAL      | 151   | 599   | 541   | 72    | 132   | 24       | 0        | 31       | 249   | 90    | 1     | 1        | 0     | 4     | 44    | 1     | 10    | 143   | 9        | .244  | .311     | .460     | .771  |
| 2020     | BAL      | 52    | 216   | 195   | 29    | 50    | 10       | 0        | 12       | 96    | 31    | 0     | 0        | 0     | 1     | 17    | 0     | 3     | 64    | 4        | .256  | .324     | .492     | .816  |
| 2021     | DET      | 14    | 55    | 53    | 7     | 10    | 3        | 0        | 4        | 25    | 7     | 0     | 0        | 0     | 0     | 1     | 0     | 1     | 16    | 2        | .189  | .218     | .472     | .690  |
| 2022     | 日本ハム | 63    | 180   | 167   | 10    | 29    | 7        | 1        | 4        | 50    | 12    | 1     | 0        | 0     | 1     | 9     | 1     | 3     | 61    | 1        | .174  | .228     | .299     | .527  |
| MLB：6年 | MLB：6年 | 307   | 1162  | 1055  | 137   | 258   | 51       | 0        | 56       | 477   | 154   | 1     | 1        | 0     | 7     | 82    | 1     | 18    | 296   | 19       | .245  | .308     | .452     | .760  |
| NPB：1年 | NPB：1年 | 63    | 180   | 167   | 10    | 29    | 7        | 1        | 4        | 50    | 12    | 1     | 0        | 0     | 1     | 9     | 1     | 3     | 61    | 1        | .174  | .228     | .299     | .527  |

- 2022年度シーズン終了時

### 年度別守備成績
内野守備
| 年 度 | 球 団 | 一塁（1B） | 一塁（1B） | 一塁（1B） | 一塁（1B） | 一塁（1B） | 一塁（1B） | 三塁（3B） | 三塁（3B） | 三塁（3B） | 三塁（3B） | 三塁（3B） | 三塁（3B） |
| 年 度 | 球 団 | 試 合      | 刺 殺      | 補 殺      | 失 策      | 併 殺      | 守 備 率   | 試 合      | 刺 殺      | 補 殺      | 失 策      | 併 殺      | 守 備 率   |
| ----- | ----- | ---------- | ---------- | ---------- | ---------- | ---------- | ---------- | ---------- | ---------- | ---------- | ---------- | ---------- | ---------- |
| 2017  | OAK   | -          | -          | -          | -          | -          | -          | 1          | 0          | 1          | 0          | 0          | 1.000      |
| 2018  | TEX   | -          | -          | -          | -          | -          | -          | 8          | 3          | 20         | 5          | 4          | .821       |
| 2018  | BAL   | -          | -          | -          | -          | -          | -          | 59         | 32         | 90         | 7          | 8          | .946       |
| '18計 | BAL   | -          | -          | -          | -          | -          | -          | 67         | 35         | 110        | 12         | 12         | .924       |
| 2019  | BAL   | 24         | 160        | 10         | 3          | 14         | .983       | 9          | 3          | 15         | 1          | 2          | .947       |
| 2020  | BAL   | 28         | 193        | 9          | 1          | 18         | .995       | 4          | 0          | 6          | 2          | 0          | .750       |
| MLB   | MLB   | 52         | 353        | 19         | 4          | 32         | .989       | 81         | 38         | 132        | 15         | 14         | .919       |

左翼守備
| 年 度 | 球 団 | 左翼（LF） | 左翼（LF） | 左翼（LF） | 左翼（LF） | 左翼（LF） | 左翼（LF） |
| 年 度 | 球 団 | 試 合      | 刺 殺      | 補 殺      | 失 策      | 併 殺      | 守 備 率   |
| ----- | ----- | ---------- | ---------- | ---------- | ---------- | ---------- | ---------- |
| 2017  | OAK   | 3          | 1          | 0          | 0          | 0          | 1.000      |
| 2018  | TEX   | 4          | 5          | 0          | 0          | 0          | 1.000      |
| 2019  | BAL   | 1          | 0          | 0          | 0          | 0          | .---       |
| 2020  | BAL   | 1          | 0          | 0          | 0          | 0          | .---       |
| MLB   | MLB   | 9          | 6          | 0          | 0          | 0          | 1.000      |

- 2020年度シーズン終了時

### 記録

#### MiLB
- オールスター・フューチャーズゲーム選出：2回（2014年 - 2015年）

#### NPB
初記録
- 初出場・初先発出場：2022年3月25日、対福岡ソフトバンクホークス1回戦（福岡PayPayドーム）、「5番・一塁手」で先発出場
- 初打席：同上、2回表に千賀滉大から空振り三振
- 初安打：2022年3月26日、対福岡ソフトバンクホークス2回戦（福岡PayPayドーム）、7回表に東浜巨から左前安打[37]
- 初打点：2022年3月27日、対福岡ソフトバンクホークス3回戦（福岡PayPayドーム）、4回表に杉山一樹から左越適時二塁打[38]
- 初本塁打：2022年5月4日、対東北楽天ゴールデンイーグルス8回戦（札幌ドーム）、7回裏に涌井秀章から左越ソロ[39]
- 初盗塁：2022年5月11日、対オリックス・バファローズ8回戦（札幌ドーム）、3回裏に二盗（投手：ジェイコブ・ワゲスパック、捕手：頓宮裕真）

### 背番号
- 22（2016年 - 2017年）
- 20（2018年 - 同年途中）
- 39（2018年途中 - 2020年）
- 55（2021年）
- 5（2022年）